# 693 (číslo)
Šest set devadesát tři je přirozené číslo. Následuje po čísle šest set devadesát dva a předchází číslu šest set devadesát čtyři. Římskými číslicemi se zapisuje DCXCIII a řeckými číslicemi χϟγ.

## Matematika
693 je:
- Deficientní číslo
- Složené číslo
- Nešťastné číslo

## Astronomie
- (693) Zerbinetta je planetka hlavního pásu, kterou objevil v roce 1909 August Kopff

## Roky
- 693
- 693 př. n. l.